# Mychajlo Bondarenko

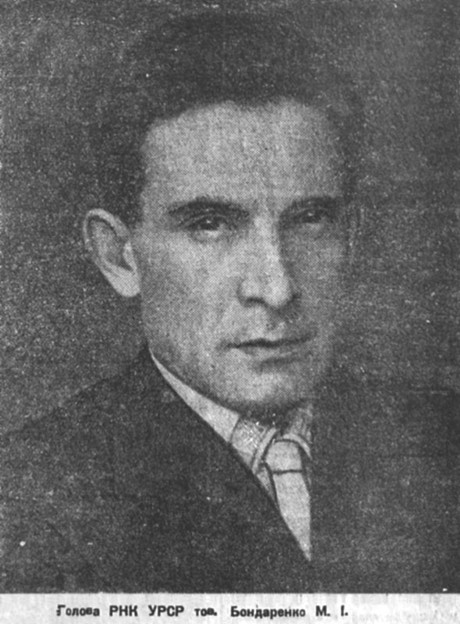
Mychajlo Bondarenko (1937)

Mychajlo Illitsch Bondarenko (* 26. Augustjul. / 8. September 1903greg. in Jelisawetgrad, Gouvernement Cherson, Russisches Reich; † 10. Februar 1938 in Moskau, UdSSR) war ein ukrainisch-sowjetischer Politiker und von August bis Oktober 1937 Vorsitzender des Ministerrates (Regierungschef) der Ukrainischen Sozialistischen Sowjetrepublik.

## Leben
Bondarenko kam am 8. September 1903 in Jelisawetgrad, dem heutigen Kropywnyzkyj in der ukrainischen Oblast Kirowohrad, als Sohn eines Schmiedes zur Welt. Nachdem er die höhere Grundschule abgeschlossen hatte, begann er 1917 eine Schmiedelehre und arbeitete anschließend in einer örtlichen Fabrik.
1925 trat Bondarenko den Bolschewiki bei und begann eine Karriere als Parteifunktionär.
Nach dem Selbstmord von Panas Ljubtschenko war er vom 30. August 1937 bis zum 13. Oktober 1937 Mitglied des Politbüros des Zentralkomitees der Kommunistischen Partei der Ukraine und Vorsitzender des Rates der Volkskommissare (Ministerrat) der Ukrainischen SSR.
Am 13. Oktober 1937 wurde er in Moskau vom NKWD verhaftet und am 8. Februar 1938 in einer geschlossenen Sitzung des Militärkollegiums des Obersten Gerichts der UdSSR der Zugehörigkeit einer antisowjetischen, trotzkistischen und terroristischen Organisation beschuldigt, zum Tode durch Erschießen und der Beschlagnahme des persönlichen Eigentums verurteilt. Zwei Tage später fand seine Hinrichtung statt.
Am 14. April 1956 wurde er durch ein Militärkollegium des Obersten Gerichts rehabilitiert.